# 新格洛里亚
新格洛里亚是巴西戈亚斯州的一个市镇。总面积412.975平方公里，总人口9268人，人口密度22.4人/平方公里。